# Giovanni Padovani
Pour les articles homonymes, voir Padovani.
Giovanni Padovani (ou Paduani) (né v. 1512 et mort à une date inconnue) est un mathématicien et astronome italien du XVIe siècle.

## Biographie
Giovanni Padovani vivait entre Vérone et Evisa et fut un élève de Pietro Pitati (en). Il publia un certain nombre de traités estimés sur divers sujets astronomiques et mathématiques, parmi lesquels le plus connu est un traité sur le cadran solaire, intitulé « Opus de compositione et usu multiformium horologiorum solarium, pro diversis mundi regionibus, idq(ue) ubique locorum tam in superficie plana horizontali quam murali quoruscumqu(ue) exposita sit, pertractans » (Venise, 1570), dont une version plus complète et ré-écrite est parue en 1582.
Cet ouvrage contient des instructions pour la fabrication et la pose de cadrans solaires muraux (verticaux) et de cadrans horizontaux. Il fournit des tableaux complets des déclinaisons pour les différentes latitudes avec des exemples à la fois pour l'Occident et pour l'Orient, ainsi que des instructions pour le calcul des latitudes. Cette dernière section comprend la description d'un cadran solaire calibré pour la mesure des heures inégales, comme celles utilisées dans le calendrier ecclésiastique, qui prévoyait douze heures de lumière et douze d'obscurité, mais qui était soumis à de sévères variations saisonnières.

## Source de la traduction
- (en) Cet article est partiellement ou en totalité issu de l’article de Wikipédia en anglais intitulé « Giovanni Padovani » (voir la liste des auteurs).